# Jídlo (film)
Jídlo je krátký animovaný film surrealistického tvůrce Jana Švankmajera natočený roku 1992 (scénář byl napsán již v sedmdesátých letech). Film kombinuje stop motion animaci, pixilaci herců a živou hereckou akci. Film je rozdělen na tři kapitoly. Podle svého tvůrce odráží „protest proti hladu na jedné straně a nesmyslnému plýtvání na straně druhé“, ale i autorovu zcela osobní „dětskou averzi k jídlu“.

## Děj

### Snídaně
Muž vstoupí do místnosti, usedne ke stolu a smete na podlahu zbytky jídla po předchozím strávníkovi. Naproti nehybně sedí jiný muž, jenž má na krku zavěšenou tabulku s návodem. Strávník si čte návod a řádek po řádku provádí pokyny. Položí odpočítané mince muži na jazyk a vrazí mu prst do oka. Košile se rozepne, v hrudi se otevřou dvířka a odhalí jídelní výtah. Strávník vezme jídlo (pivo a klobásu s chlebem a hořčicí) a udeří muže do brady, aby dostal plastovou vidličku a nůž. Když dojí, kopne muže do holeně a dostane ubrousek. Otře si ústa a znehybní. Druhý muž nyní přichází k životu a umístí cedulku na krk muži, jenž se právě najedl. Vstane a přidá další čárku k dlouhé řadě na zdi. Vstoupí další host a scénář se analogicky opakuje. Na chodbě je vidět dlouhou frontu čekajících lidí.

### Oběd
Dva hosté, muž středního věku v obleku a mladík poněkud zanedbaného zevnějšku, se marně snaží upoutat pozornost číšníka. Po nějaké době začnou jíst vše, co mají v dosahu: květiny z vázy (a vázu), svoje boty a oblečení, talíře, ubrusy a nábytek. Mladík sleduje muže a napodobuje jeho chování. Když je již skoro všechno v místnosti snězeno, muž sní i svůj příbor. Mladík udělá totéž. Muž se usměje, vytáhne příbor schovaný v ústech a vrhne se na svého spolustolovníka.

### Večeře
Kamera zabírá interiér luxusní restaurace. Dobře oblečený gurmán dochucuje své jídlo různými omáčkami, kořením a přílohami. Zatím není zřejmé, co vlastně na talíři má, neboť je to zakryto množstvím kořenek a nádob. Dochucování trvá velmi dlouhou dobu, a pak je vidět, jak si host přibíjí kladivem a hřebíky vidličku k dřevěné protéze ruky. Pak začne krájet svou vlastní ruku. V sérii krátkých scén pak vidíme sportovce, který jí svou nohu, ženu, jak se chystá povečeřet vlastní ňadra a jedlíka, který má na talíři své pohlavní orgány. Ten, jako by si uvědomil přítomnost kamery, zakryje talíř a odhání diváka rukou.